# Playoff i kvalspelet till världsmästerskapet i fotboll 2010 (Uefa)
Playoffspelet vid kvalspelet till världsmästerskapet i fotboll 2010 i Europa utgjorde andra omgången av kvalspelet till världsmästerskapet i Sydafrika 2010 och avgjordes i dubbelmatcher mellan de bästa tvåorna från gruppspelet i kvalet. Åtta lag möttes i dubbelmöten där de fyra vinnande lagen kvalificerade sig till världsmästerskapet. Matcherna spelades den 14 och 18 november 2009. Lottningen till playoffmatcherna hölls i Zürich den 19 oktober 2009 och det var den sydafrikanske landslagsspelaren Steven Pienaar som drog lotterna.

## Ranking av andraplacerade lag
De åtta bästa tvåorna i gruppspelet kvalificerade sig till playoffmatcherna. Eftersom en grupp innehöll ett lag färre än de övriga så räknades resultaten mot det sista laget i varje grupp bort för jämförelsen mellan lagen.
| Nr | Lag                     | S | V | O | F | GM | IM | MS | P  |
| -- | ----------------------- | - | - | - | - | -- | -- | -- | -- |
| 1  | Ryssland                | 8 | 5 | 1 | 2 | 15 | 6  | +9 | 16 |
| 2  | Grekland                | 8 | 5 | 1 | 2 | 16 | 9  | +7 | 16 |
| 3  | Ukraina                 | 8 | 4 | 3 | 1 | 10 | 6  | +4 | 15 |
| 4  | Frankrike               | 8 | 4 | 3 | 1 | 12 | 9  | +3 | 15 |
| 5  | Slovenien               | 8 | 4 | 2 | 2 | 10 | 4  | +6 | 14 |
| 6  | Bosnien och Hercegovina | 8 | 4 | 1 | 3 | 19 | 12 | +7 | 13 |
| 7  | Portugal                | 8 | 3 | 4 | 1 | 9  | 5  | +4 | 13 |
| 8  | Irland                  | 8 | 2 | 6 | 0 | 8  | 6  | +2 | 12 |
| 9  | Norge                   | 8 | 2 | 4 | 2 | 9  | 7  | +2 | 10 |

## Matcher
| Lag 1    | Totalt | Lag 2                   | Möte 1 | Möte 2 |
| Irland   | 1–2    | Frankrike               | 0–1    | 1–1    |
| Portugal | 2–0    | Bosnien och Hercegovina | 1–0    | 1–0    |
| Grekland | 1–0    | Ukraina                 | 0–0    | 1–0    |
| Ryssland | 2–2    | Slovenien               | 2–1    | 0–1    |

1. ↑  Irland begärde att matchen skulle spelas om efter kontroverser kring Frankrikes 1–1-mål under förlängningen. Fifa avslog dock begäran.[1]
2. ↑  Slovenien vidare enligt bortamålsregeln (1–0).

### Detaljerade resultat
|             | 14 november 2009 | Irland | 0 – 1   | Frankrike  | Croke Park, Dublin                            |                                               |
| 20.00 UTC±0 | 20.00 UTC±0      |        | Rapport | Anelka 72′ | Publik: 74 103 Domare: Felix Brych (Tyskland) | Publik: 74 103 Domare: Felix Brych (Tyskland) |
| 20.00 UTC±0 | 20.00 UTC±0      |        |         |            | Publik: 74 103 Domare: Felix Brych (Tyskland) | Publik: 74 103 Domare: Felix Brych (Tyskland) |
| 20.00 UTC±0 | 20.00 UTC±0      |        |         |            | Publik: 74 103 Domare: Felix Brych (Tyskland) | Publik: 74 103 Domare: Felix Brych (Tyskland) |

|             | 18 november 2009 | Frankrike   | 1 – 1 (e.fl.) | Irland    | Stade de France, Saint-Denis                    |                                                 |
| 21.00 UTC+1 | 21.00 UTC+1      | Gallas 103′ | Rapport       | Keane 32′ | Publik: 79 145 Domare: Martin Hansson (Sverige) | Publik: 79 145 Domare: Martin Hansson (Sverige) |
| 21.00 UTC+1 | 21.00 UTC+1      |             |               |           | Publik: 79 145 Domare: Martin Hansson (Sverige) | Publik: 79 145 Domare: Martin Hansson (Sverige) |
| 21.00 UTC+1 | 21.00 UTC+1      |             |               |           | Publik: 79 145 Domare: Martin Hansson (Sverige) | Publik: 79 145 Domare: Martin Hansson (Sverige) |

Frankrike vann med 2–1 enligt Uefa-modellen efter ett kontroversiellt mål under förlängningen i returmötet mot Irland. Irland begärde hos Fifa att matchen skulle spelas om, men begäran avslogs.
|             | 14 november 2009 | Portugal        | 1 – 0   | Bosnien och Hercegovina | Estádio da Luz, Lissabon                         |                                                  |
| 20.30 UTC±0 | 20.30 UTC±0      | Bruno Alves 31′ | Rapport |                         | Publik: 60 588 Domare: Martin Atkinson (England) | Publik: 60 588 Domare: Martin Atkinson (England) |
| 20.30 UTC±0 | 20.30 UTC±0      |                 |         |                         | Publik: 60 588 Domare: Martin Atkinson (England) | Publik: 60 588 Domare: Martin Atkinson (England) |
| 20.30 UTC±0 | 20.30 UTC±0      |                 |         |                         | Publik: 60 588 Domare: Martin Atkinson (England) | Publik: 60 588 Domare: Martin Atkinson (England) |

|             | 18 november 2009 | Bosnien och Hercegovina | 0 – 1   | Portugal          | Bilino Polje, Zenica                             |                                                  |
| 20.45 UTC+1 | 20.45 UTC+1      |                         | Rapport | Raul Meireles 56′ | Publik: 15 000 Domare: Roberto Rosetti (Italien) | Publik: 15 000 Domare: Roberto Rosetti (Italien) |
| 20.45 UTC+1 | 20.45 UTC+1      |                         |         |                   | Publik: 15 000 Domare: Roberto Rosetti (Italien) | Publik: 15 000 Domare: Roberto Rosetti (Italien) |
| 20.45 UTC+1 | 20.45 UTC+1      |                         |         |                   | Publik: 15 000 Domare: Roberto Rosetti (Italien) | Publik: 15 000 Domare: Roberto Rosetti (Italien) |

|             | 14 november 2009 | Grekland | 0 – 0   | Ukraina | Olympiastadion, Aten                               |                                                    |
| 20.00 UTC+2 | 20.00 UTC+2      |          | Rapport |         | Publik: 39 045 Domare: Laurent Duhamel (Frankrike) | Publik: 39 045 Domare: Laurent Duhamel (Frankrike) |
| 20.00 UTC+2 | 20.00 UTC+2      |          |         |         | Publik: 39 045 Domare: Laurent Duhamel (Frankrike) | Publik: 39 045 Domare: Laurent Duhamel (Frankrike) |
| 20.00 UTC+2 | 20.00 UTC+2      |          |         |         | Publik: 39 045 Domare: Laurent Duhamel (Frankrike) | Publik: 39 045 Domare: Laurent Duhamel (Frankrike) |

|             | 18 november 2009 | Ukraina | 0 – 1   | Grekland       | Donbass Arena, Donetsk                                 |                                                        |
| 20.00 UTC+2 | 20.00 UTC+2      |         | Rapport | Salpigidis 31′ | Publik: 31 643 Domare: Olegário Benquerença (Portugal) | Publik: 31 643 Domare: Olegário Benquerença (Portugal) |
| 20.00 UTC+2 | 20.00 UTC+2      |         |         |                | Publik: 31 643 Domare: Olegário Benquerença (Portugal) | Publik: 31 643 Domare: Olegário Benquerença (Portugal) |
| 20.00 UTC+2 | 20.00 UTC+2      |         |         |                | Publik: 31 643 Domare: Olegário Benquerença (Portugal) | Publik: 31 643 Domare: Olegário Benquerença (Portugal) |

|             | 14 november 2009 | Ryssland               | 2 – 1   | Slovenien  | Luzhniki Stadium, Moskva                         |                                                  |
| 19.00 UTC+3 | 19.00 UTC+3      | Bilyaletdinov 40′, 52′ | Rapport | Pečnik 88′ | Publik: 71 600 Domare: Claus Bo Larsen (Danmark) | Publik: 71 600 Domare: Claus Bo Larsen (Danmark) |
| 19.00 UTC+3 | 19.00 UTC+3      |                        |         |            | Publik: 71 600 Domare: Claus Bo Larsen (Danmark) | Publik: 71 600 Domare: Claus Bo Larsen (Danmark) |
| 19.00 UTC+3 | 19.00 UTC+3      |                        |         |            | Publik: 71 600 Domare: Claus Bo Larsen (Danmark) | Publik: 71 600 Domare: Claus Bo Larsen (Danmark) |

|             | 18 november 2009 | Slovenien | 1 – 0   | Ryssland | Ljudski vrt, Maribor                       |                                            |
| 20.45 UTC+1 | 20.45 UTC+1      | Dedič 44′ | Rapport |          | Publik: 12 510 Domare: Terje Hauge (Norge) | Publik: 12 510 Domare: Terje Hauge (Norge) |
| 20.45 UTC+1 | 20.45 UTC+1      |           |         |          | Publik: 12 510 Domare: Terje Hauge (Norge) | Publik: 12 510 Domare: Terje Hauge (Norge) |
| 20.45 UTC+1 | 20.45 UTC+1      |           |         |          | Publik: 12 510 Domare: Terje Hauge (Norge) | Publik: 12 510 Domare: Terje Hauge (Norge) |